# The Arrow
„The Arrow“ е канадски минисериал от 1997 година, историческа драма на режисьора Дон Макбриърти по сценарий на Кийт Рос Леки.
Основа на сюжета е прекъснатият преждевременно през 50-те години проект за разработка на канадския свръхзвуков изтребител „Avro Canada CF-105 Arrow“. Главните роли се изпълняват от Сара Ботсфорд, Рон Уайт, Дан Акройд, Айдън Дивайн.